# Бют Сити
Бют Сити (на английски: Butte City) е град в окръг Бют, щата Айдахо, САЩ. Бют Сити е с население от 76 жители (2000) и обща площ от 0,5 km². Намира се на 1622 m надморска височина. Телефонният му код е 208.